# Eumenes transbaicalicus
Eumenes transbaicalicus (лат.) — вид одиночных ос рода Eumenes из семейства Vespidae. Китай (Tettsurei, Манчжурия), Россия (Бурятия).

## Описание
Чёрные осы с желтоватыми отметинами и с тонким длинным стебельком брюшка (петиоль). От близких видов отличается следующими признаками: волоски на проплевроне и постгене короче, чем волоски на голове; длина метасомального сегмента 1 менее чем в 4 раза длиннее апикальной ширины.  Передний край наличника с отчётливой вырезкой.